# Para iz budusjjego
Para iz budusjjego (russisk: Пара из будущего) er en russisk spillefilm fra 2021 af Aleksej Nuzjnyj.

## Medvirkende
- Sergej Burunov som Jevgenij 'Zjenya' Kurkov
- Marija Aronova som Aleksndra 'Sasja' Zolotareva
- Igor Tsaregorodtsev som Oleg
- Georgij Tokaev som Ivan
- Mikhail Orlov som Igor